# 雷麗·里德
雷麗·里德（英語：Riley Reid，1991年7月9日—），美國色情片女演員。出生於佛羅里達邁阿密海灘，就讀於佛羅里達國際大學。早年為脫衣舞孃，2011年起拍攝成人片，並獲得多個獎項，如2016年成人影片新聞獎的年度女演員獎。

## 早年
里德生於佛羅里達邁阿密海灘，有多明尼加、切羅基人、奇克索人、荷蘭、德國、愛爾蘭、波多黎各和威爾斯人血統 。長大後，她搬到佛羅里達，曾住過坦帕、卡羅爾城、邁阿密和羅德岱堡，就讀於佛羅里達國際大學並主修心理學，目標是從事教職。

## 家庭
Riley Reid於2021年與拉脫維亞自由跑者Pasha Petkuns結婚，並於2022年7月4日生下女兒Emma。

## 演出
在從事色情片演員一職之前，里德曾做過兩個月左右的脫衣舞孃。2011年開始以Paige Riley為藝名從事拍攝色情片，第一個角色是在Reality Kings的作品《In the VIP》裡擔任臨時演員。2013年，洛杉磯週刊將她列為「十大最有可能成為下一位珍娜·詹姆森的女星」（10 Porn Stars Who Could Be the Next Jenna Jameson）中的第八名，也在2014年、2015年和2016年被消費者新聞與商業頻道列入「一打髒東西：最有名的色情演員」（The Dirty Dozen：Porn's Most Popular Stars）內。在2013年和2014年，里德分別獲得了XBIZ獎中的XBIZ最佳新人獎和XBIZ年度女演員獎，她是第一位連續贏得此二獎項的演員，不僅如此，她獲得了2014年被提名的每個XBIZ獎項。2014年，里德在《曼丁哥大屠殺6》（Mandingo Massacre 6）有首次的跨種族性行為演出，並因此贏得該年度的成人影片新聞獎。

## 刺青

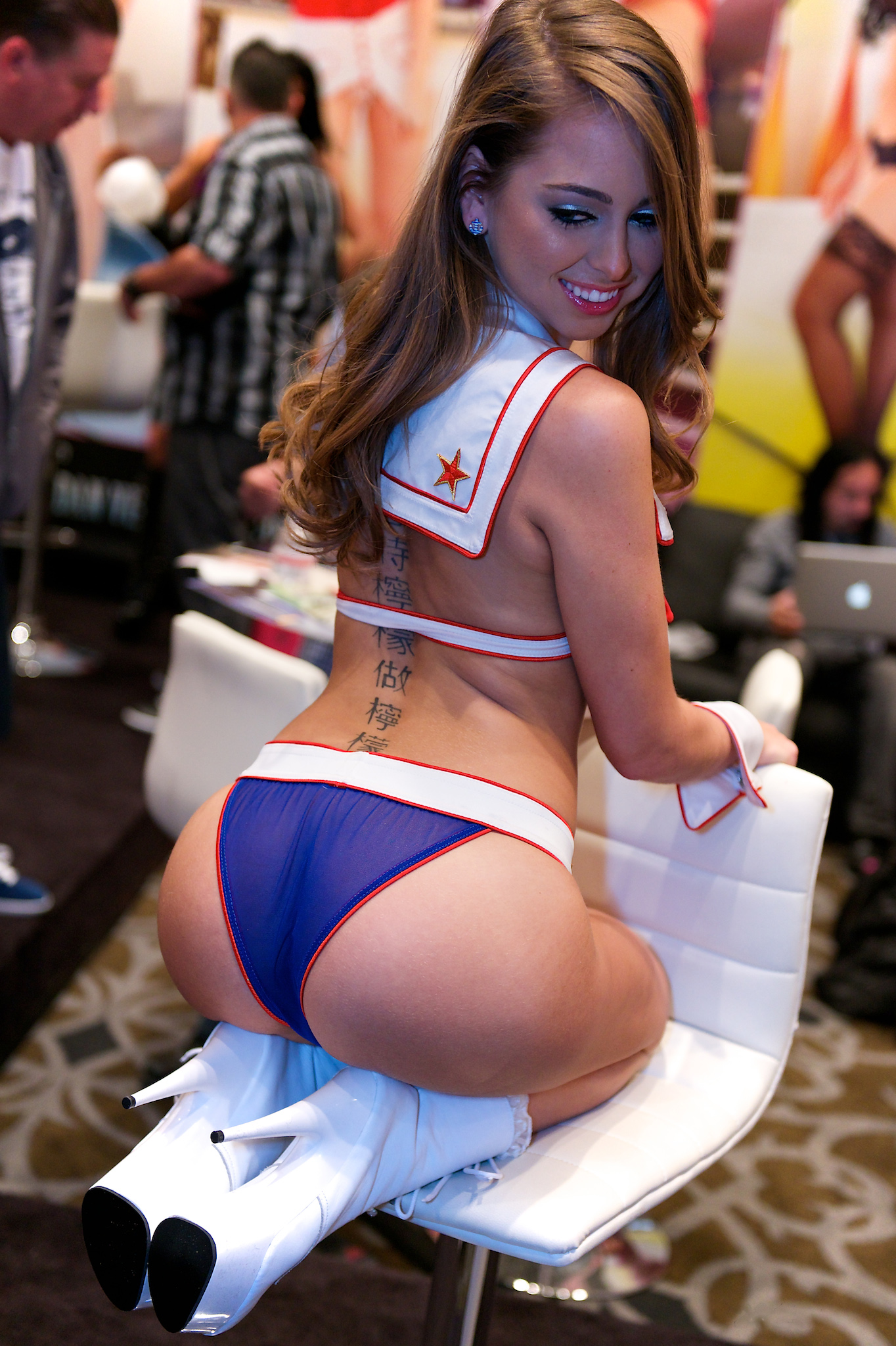
里德背上的刺青，攝於2013年。

里德的背上有中文刺青「當生活帶來您時檸檬做檸檬水」，雖然沒有錯字，但不合乎中文文法，語意不通。它實際上是英文諺語「When Life Gives You Lemons, Make Lemonade」（當生活給你酸檸檬時，你可以把它做成好喝的檸檬水）的誤譯，這個刺青使她被一些懂得中文的人譏笑。

## 外部連結
- 官方网站
- 雷麗·里德在互联网电影资料库（IMDb）上的資料（英文）
- Riley Reid在網際網路成人電影資料庫
- 成人電影資料庫上Riley Reid的资料（英文）